# حوزه انتخابیه فومن و شفت
حوزهٔ انتخاباتی فومن و شفت یکی از حوزه از حوزه‌های استان گیلان برای انتخابات مجلس شورای اسلامی است. این حوزه به مرکزیت فومن، ۱ نماینده دارد.

## نمایندگان ادوار
- دور دهم: محمدمهدی افتخاری
- دور یازدهم: خلیل بهروزی فر
- دور دوازدهم: کریم معصومی

## پی‌نوشت و منبع
- «جدول حوزه‌های انتخابیه در انتخابات دهمین دورهٔ مجلس شورای اسلامی» (PDF). مرکز پژوهش و سنجش افکار صدا و سیما. بایگانی‌شده از اصلی (PDF) در ۵ اكتبر ۲۰۱۸. دریافت‌شده در ۳ اوت ۲۰۱۶. تاریخ وارد شده در |archive-date= را بررسی کنید (کمک)